# High Capacity Metro Train
Der High Capacity Metro Train (HCMT) ist ein Elektrotriebzug für das Netz von Metro Trains Melbourne in der australischen Stadt Melbourne. Dementsprechend sind die Züge mit einer Spurweite von 1600 Millimetern breitspurig und für ein Gleichstromsystem mit 1,5 kV Spannung ausgelegt. Die 70 Siebenwagenzüge werden seit 2018 von einem Konsortium aus chinesischen und australischen Herstellern im Auftrag der Regierung von Victoria gefertigt. Wie der Name andeutet, besitzen die Züge eine hohe Kapazität mit vielen Stehplätzen: Ein Zug kann rund 1400 Fahrgäste befördern. Der erste Zug ging am 27. Dezember 2020 in Betrieb. Die High Capacity Metro Trains sind vor allem für die Linien durch den Metro Tunnel, der 2025 eröffnet werden soll, vorgesehen.

## Geschichte

### Hintergrund
Die letzte größere Neubeschaffung von Triebzügen für das Netz der Metro Trains Melbourne fand 2002 statt, als die beiden damaligen Betreiber M-Train und Connex 62 Siemens Nexas beziehungsweise 58 Alstom X’Trapolis 100 bestellten. Als Gewinner der Ausschreibungen hatten sie dem Ersatz der Hitachi-Züge zugestimmt. Als die Regierung 2007 die Lieferung von 18 Sechswagenzügen ausschrieb, wurden Angebote auf diese beiden Baureihen beschränkt und Alstom gewann. Über die nächsten Jahre wurden mehrmals weitere X'Trapolis-Züge bestellt.
Die Public Transport Development Authority (Public Transport Victoria) wurde 2011 von der neu gewählten Regierung unter Ted Baillieu gegründet. Aufgabe war unter anderem die Durchführung größerer Studien über den Betrieb des städtischen Eisenbahnnetzes. Der 2013 begonnene Network Development Plan Metropolitan Rail (NDPMR) wurde als Abfolge von konkreten Vorschlägen für die Erweiterung und Weiterentwicklung des Metro-Trains-Melbourne-Systems über die nächsten 20 Jahre angelegt. Im ersten Schritt wurden als Übergangslösung mehr X'Trapolis-Züge und der Umbau der Siemens- und Comeng-Züge mit mehr Stehplätzen empfohlen. Als effizienteste Lösung der Kapazitätsprobleme wurde die Beschaffung von besser geeigneten Zügen angesehen.
Als Nachteile des bisherigen Rollmaterials machte der NDPMR dessen Konzeption als Mischung aus Eisenbahn und U-Bahn aus. Zudem nutzen die bisherigen Züge nicht die gesamte Länge der Bahnsteige in der Stadt aus. Im NDPMR wurden Doppelstockwagen wegen zu langer Fahrgastwechselzeiten abgelehnt und auf die hohen Kosten hingewiesen, die Bahnsteige für eine Dreifachtraktion der bisherigen Züge mit dann 220 Metern Länge (Neun Wagen) zu verlängern. Stattdessen wurde die Beschaffung von einstöckigen Zügen mit einer festen Wagenzahl empfohlen. Sie sollten mehr Stehplätze haben und etwa 153 Meter lang sein. Nach der Eröffnung des Metro Tunnel sollte eine Verlängerung auf 220 Meter möglich sein. Angestrebt wurde die Beförderung von 1100 beziehungsweise 1600 Fahrgästen pro Zug.
The NDPMR sah vor, die Comeng-Züge bis 2032 zu ersetzen und die HCMTs bevorzugt auf der Sunshine-Dandenong-Linie durch den Metro Tunnel einzusetzen. Zudem sollten die High Capacity Metro Trains eine Führerstandssignalisierung erhalten, um die Zugfolgezeiten zu verkürzen, und neue Wartungsmöglichkeiten an mehreren Stellen im Netz gebaut werden.
Vor der Wahl 2014 versprach der damalige Premierminister Denis Napthine, 25 High Capacity Metro Trains zu beschaffen, falls seine Koalition erneut die Regierung bildet.

### Kauf- und Entwicklungsphase

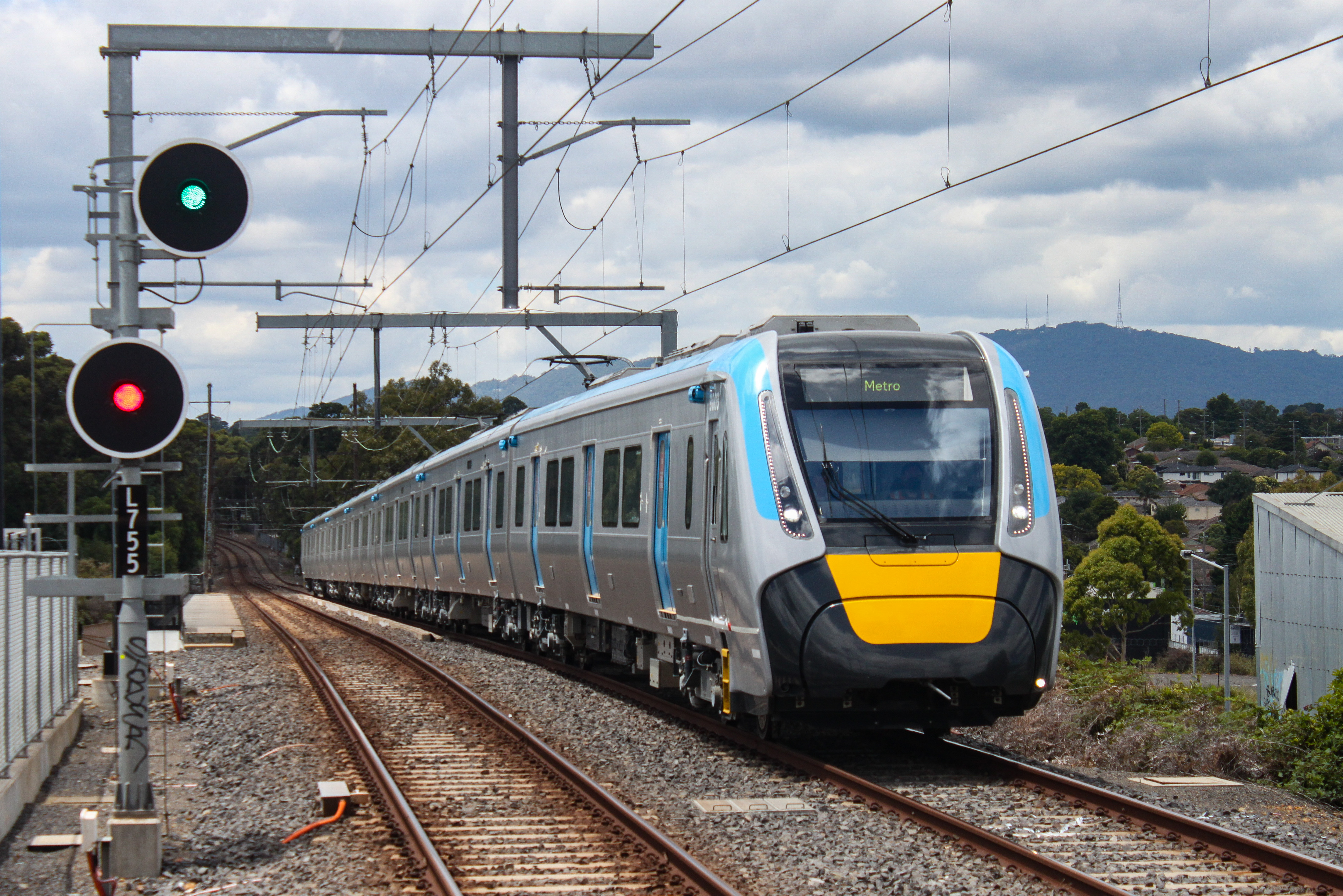
HCMT E003 fährt in Heatherdale ein

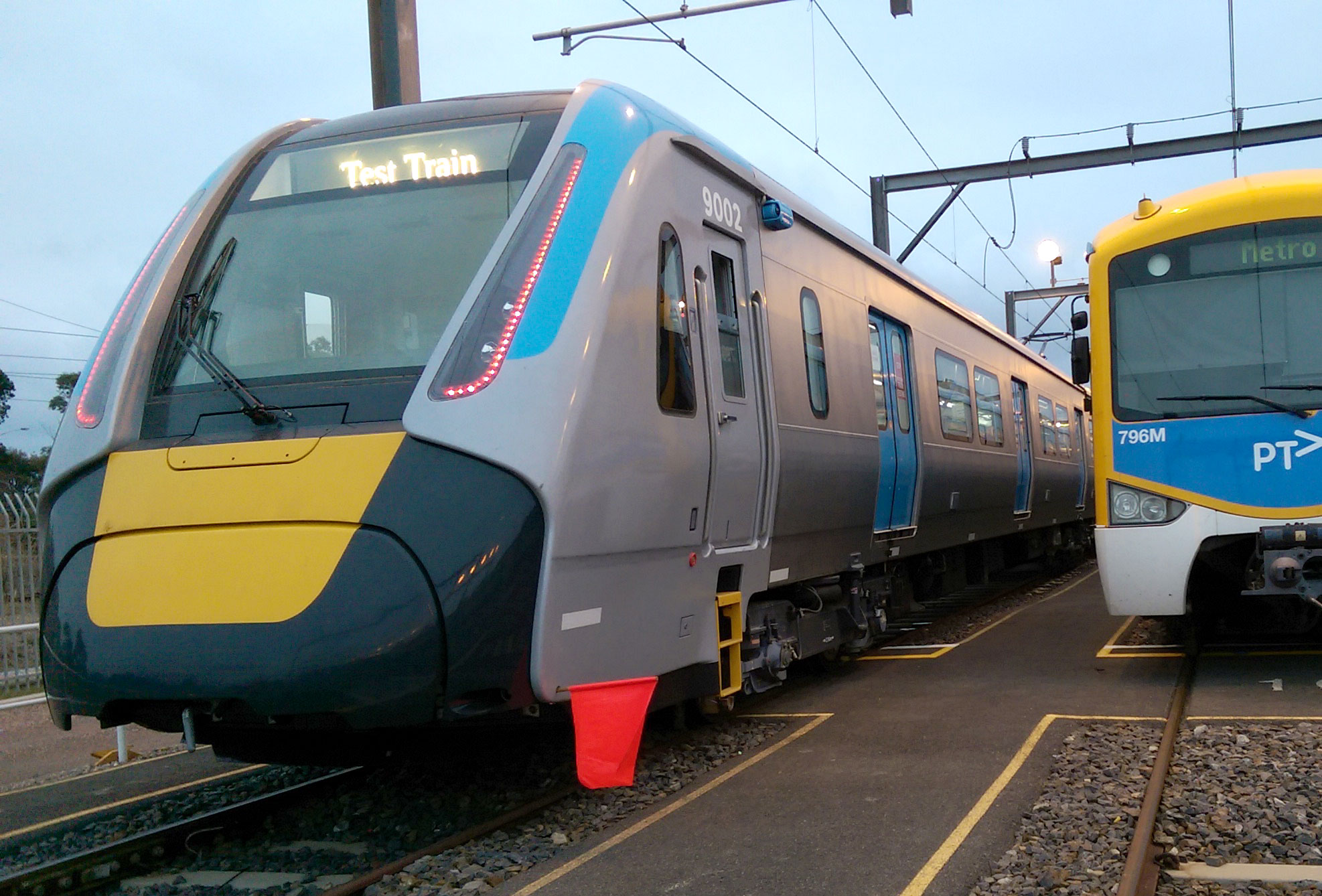
Zug E002 auf Versuchsfahrt in Newport im Januar 2020

Im Juni 2015 verkündete die von der Australien Labor Party geführte Regierung, Angebote für den Bau und die Wartung von 37 neuen Zügen für den Melbourner Vorortverkehr erhalten zu wollen.
Im November 2015 wurden drei Konsortien benannt:
- Bombardier: Bombardier Transportation, Macquarie Bank, Itochu und Infrared Capital Partners
- Eureka Rail: Alstom, Bank of Tokyo-Mitsubishi UFJ und John Laing
- Evolution Rail: Downer Rail, CRRC Changchun Railway Vehicles und Plenary Group

Vier Monate später wurde der Auftrag auf 65 Züge erhöht.
Im September 2016 erfolgte die Vergabe an das Evolution-Rail-Konsortium. Ein Jahr später wurde ein Mock-Up von zwei Wagen in realer Größe produziert und der Ministerin für öffentlichen Verkehr Jacinta Allan gezeigt. Dieses Modell wurde Triebfahrzeugführern, Technikern, Repräsentanten der Public Transport Users Association und Fahrgastgruppen wie Menschen mit Sehschwäche oder körperlicher Behinderung zugänglich gemacht.
Gegen Ende des Jahres 2017 ging die Gewerkschaft Victorian Rail Tram and Bus Union gerichtlich gegen Metro Trains vor. Sie warf dem Konsortium, der Regierung und dem Betreiber vor, die Triebfahrzeugführer nicht ausreichend auszubilden. Zudem kritisierte sie den höheren Automatisierungsgrad. Die Gewerkschaft Australian Workers’ Union bedauerte die Entscheidung, den Auftrag an Evolution Rail und nicht an Bombardier vergeben zu haben, da Bombardier eine Fabrik im südöstlich von Melbourne gelegenen Dandenong besitzt.
Das Mock-Up wurde vom 9. bis zum 17. Februar 2018 öffentlich in Birrarung Marr ausgestellt.
Die Endmontage begann im Juni des gleichen Jahres, als die ersten Rohbauten aus China in der Newport-Fabrik ankamen.
Die Züge sollten im November 2018 die Erprobung beginnen und 2019 auf den Cranbourne- and Pakenham-Linien in Betrieb gehen. Der erste Einsatz fand schließlich erst am 27. Dezember 2020 auf der Pakenham-Linie statt.
Am 9. Mai 2022 wurde die Bestellung von fünf weiteren HCMT-Zügen für den Melbourne Airport rail link bekannt gegeben. Die Gesamtauftrag beläuft sich nun auf 70 Züge.

## Vertrag und Bau

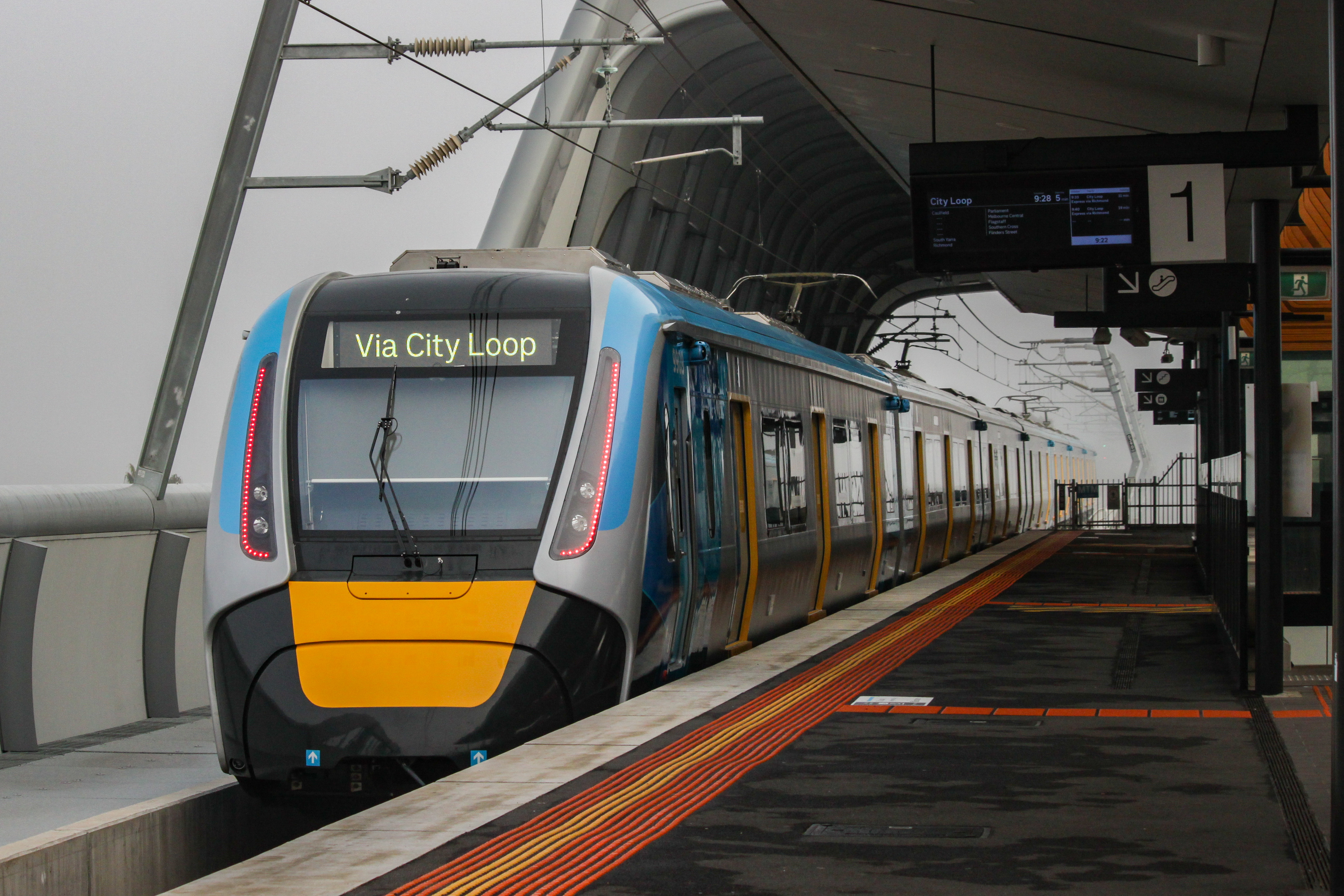
HCMT-Zug E009 in Carnegie

Die Züge werden unter einem Public-private Partnership (PPP) zwischen Victoria und Evolution Rail Pty Ltd geliefert. Der ursprüngliche Vertrag beinhaltete die Entwicklung, den Bau und die Lieferung von 65 Zügen, den Bau eines größeren Werks und Depots in Pakenham East und eines kleineren in Calder Park und den Lieferung von zwei Simulatoren für die Ausbildung der Triebfahrzeugführer. Der Auftrag umfasste außerdem die Instandhaltung aller drei Bestandteile über den Lebenszyklus der Züge.
Evolution Rail ist ein Konsortium bestehend aus CRRC Changchun Railway Vehicles, Downer Rail und Plenary Group. CRRC und Downer Rail arbeiteten bereits beim Bau der Waratah-Züge für Sydney Trains zusammen.
CRRC Changchun ist für die Entwicklung der Züge verantwortlich und fertigt die Wagen in einem Joint Venture mit Downer Rail. 60 % der Produktion entlang der Lieferkette findet lokal in Victoria statt. Downer liefert die HCMTs aus und wartet sie in den eigens gebauten Werken.  Teile der Drehgestelle werden bei Hoffman Engineering in Bendigo hergestellt. Die Fahrmotoren und andere elektrische Komponenten werden von der australischen Tochterfirma von Times Electric in Morwell produziert und SIGMA Air Conditioning baut die Heizung und die Klimaanlage in Derrimut. Die Montage der Radsätze und Drehgestelle wird von Downer in den Newport Workshops durchgeführt. Die Anschubfinanzierung des Konsortium erfolgte durch eine von Westpac geführte Gruppe von Investmentbanken.
Der Gesamtwert des Auftrags beläuft sich auf rund 2,3 Milliarden AU-$.

## Technik

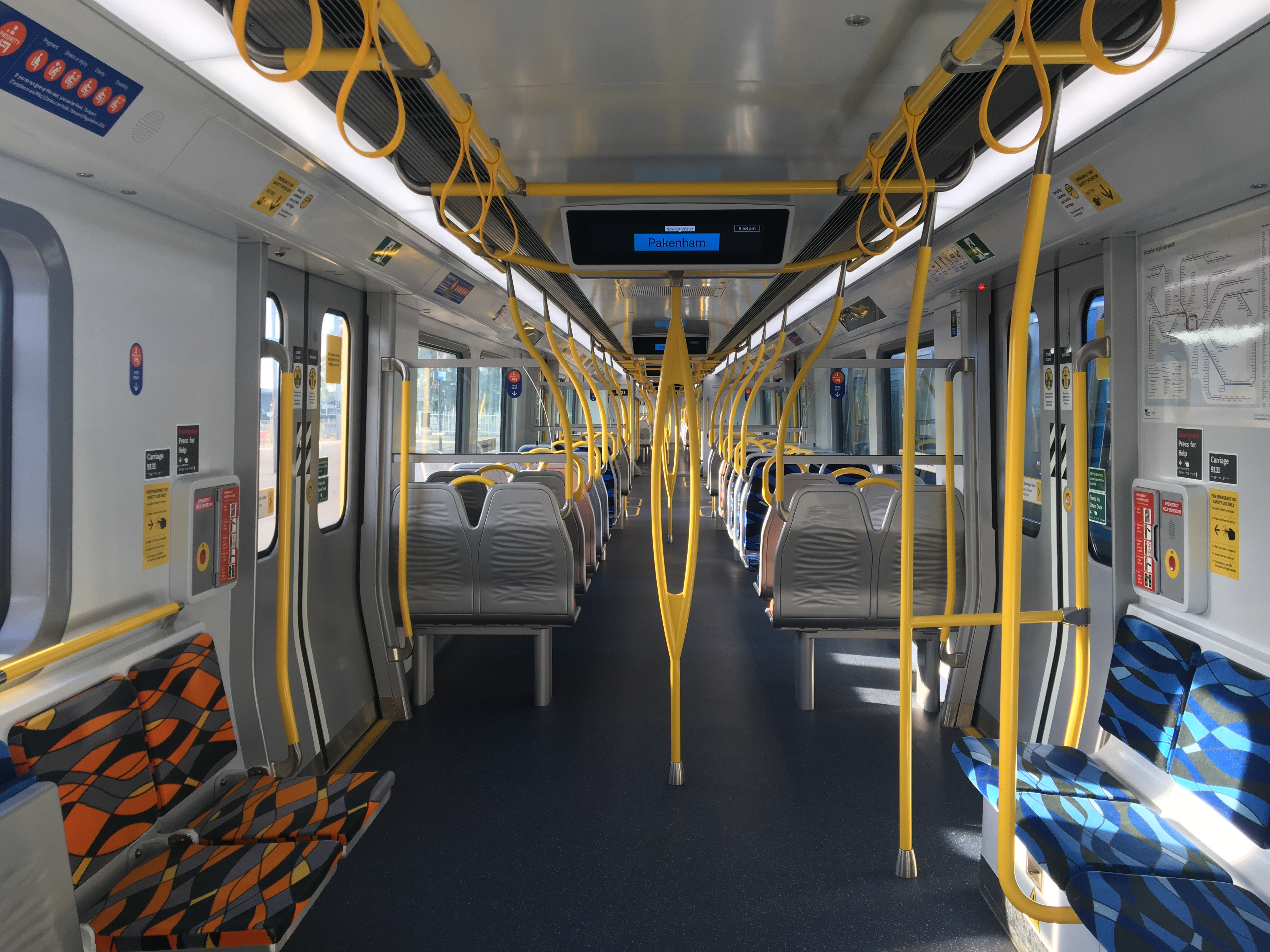
Innenraum mit Längs- und Querbestuhlung

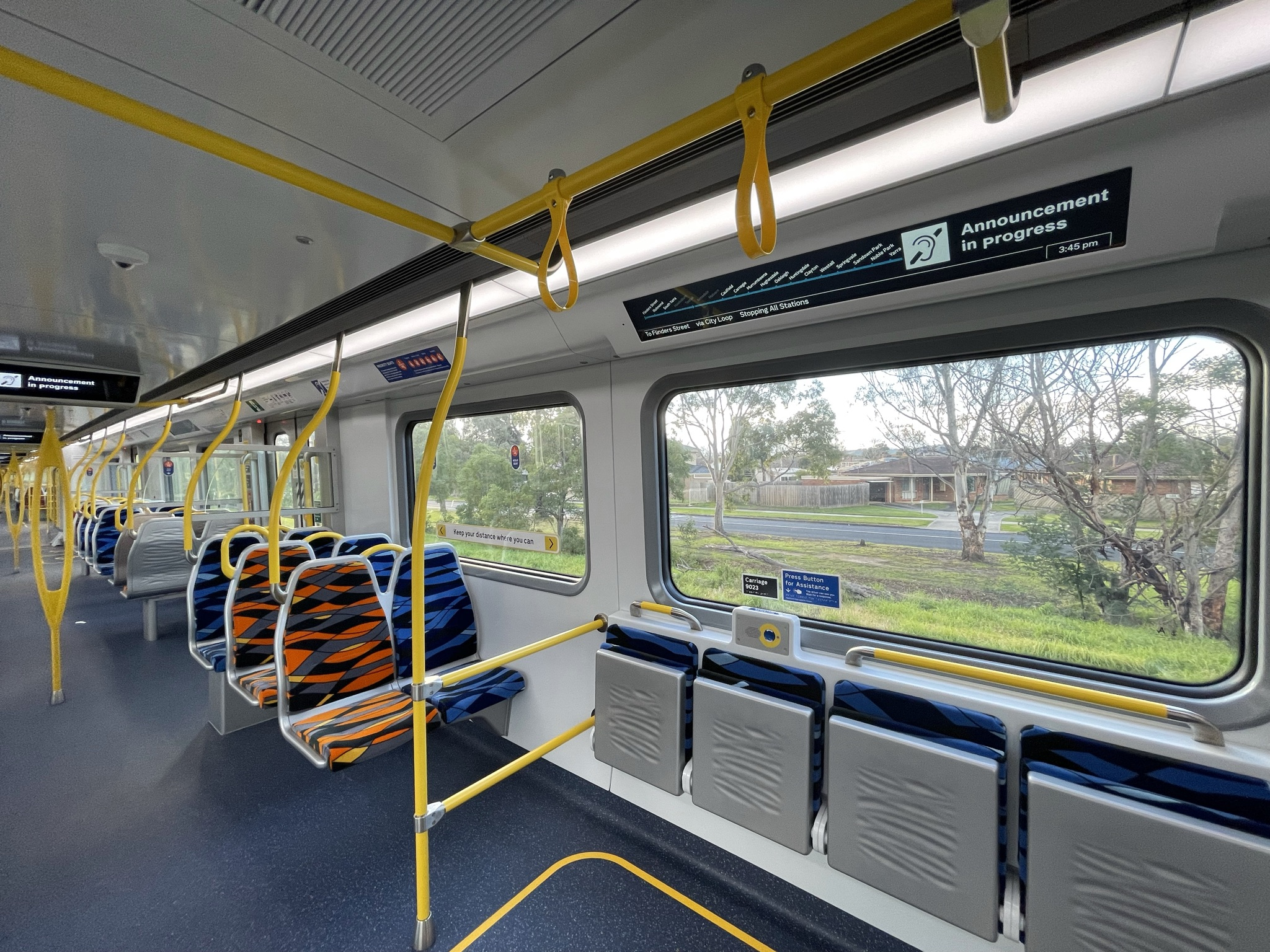
Multifunktionsbereich

Die HCMT basieren auf den chinesischen Metrozügen des Typs A von CRRC Changchun. Die Züge bestehen aus sieben Wagen mit einer Kapazität von 1380 Fahrgästen. Vier Wagen sind angetrieben und besitzen einen Stromabnehmer (Typen DMp und Mp). Die übrigen drei Wagen sind antriebslos; die beiden Steuerwagen erhielten die Bezeichnung Tc, der Mittelwagen DT. Die Reihenfolge im Siebenwagenzug ist Tc-DMp-Mp-DT-Mp-DMp-Tc. Bei Bedarf können sie um drei Wagen zu Zehnwagenzügen verlängert werden, um 1970 Menschen pro Zug befördern zu können.
Damit keine Personen als Mutprobe auf den Zug klettern (S-Bahn-Surfen) wurden Vorkehrungen an den Fahrzeugenden getroffen. Das beinhaltet eine glatte Oberflächen des Fahrzeugkopfs und einziehbare Abdeckungen für die Kupplungen.
Bei voller Auslastung können 30–40 % der Fahrgäste sitzen, für die übrigen Fahrgäste wurden verschiedene Stangen und Halteschlaufen eingebaut. Drei breite Taschenschiebetüren pro Wagen und Seite erlauben einen raschen Fahrgastwechsel. In den Zügen ist WLAN verfügbar und es wurden 70 Anzeigen eines Fahrgastinformationssystems (FIS) installiert. Das FIS zeigt den nächsten Halt und die Position des Zuges auf einer Karte. Der Endbahnhof wird von Displays an der Front und an den Seiten angezeigt. 28 Rollstuhlplätze und breite Gänge zwischen den Sitzen erleichtern den Zugang für behinderte Menschen.
Der Betrieb der High Capacity Metro Trains ist in mehreren Punkten stärker automatisiert als ältere Baureihen. Bei geringer Geschwindigkeit können die Züge per Fernsteuerung rangieren und ohne Triebfahrzeugführer aufgerüstet werden. Sie sind zudem mit einer Fahrgastzähleinrichtung ausgestattet. Die Triebfahrzeugführer sollen die Möglichkeit erhalten, einzelne Türen zu öffnen, und von den Zügen technisch unterstützt werden, punktgenau am Bahnsteig zu halten.